# Raúl Nava
Raúl Nava López es un futbolista profesional mexicano (nacido en Distrito Federal, el 17 de septiembre de 1990). Se desempeña como delantero y se encuentra sin equipo.

## Carrera futbolística
Desde las fuerzas básicas de Oceanía a cargo de Luis "Negra" Gutiérrez, debutó en la jornada 11 en el Torneo Apertura 2008 del fútbol mexicano entrando de cambio por el chileno Héctor Mancilla al minuto 76 en el juego Toluca vs Cruz Azul que finalizó 1-1.
Marcó su primer gol al minuto 84 en un partido de cuartos de final del Apertura 2008 contra Estudiantes Tecos partido que ganó el Toluca por marcador final de 2-0 para así pasar a las semifinales de aquel entonces. En ese torneo levantaron el campeonato frente al Cruz Azul.
En 2012 es cedido al Club Tijuana por un año.

## Clubes
| Club                 | País   | Año             |
| -------------------- | ------ | --------------- |
| Deportivo Toluca     | México | 2008 - 2012     |
| Club Tijuana         | México | 2012 - 2013     |
| Deportivo Toluca     | México | 2013 - 2015     |
| Mineros de Zacatecas | México | 2015 - 2017     |
| CF Atlante           | México | 2018 - Presente |

## Estadísticas con el Toluca
| Apertura 2008           | Toluca              | 19                  | 8  | 1  |
| Interliga 2008          | Toluca              | 19                  | 3  | 1  |
| Clausura 2008           | Toluca              | 19                  | 1  | 0  |
| Apertura 2009           | Toluca              | 19                  | 21 | 4  |
| Concacaf Liga Campeones | Toluca              | 19                  | 5  | 3  |
| Bicentenario 2010       | Toluca              | 19                  |    |    |
| Apertura 2013           | Toluca              | 29                  | 3  | 2  |
| Total en su carrera     | Total en su carrera | Total en su carrera | 41 | 11 |

## Palmarés

### Campeonatos nacionales
| Título          | Club             | País   | Año  |
| --------------- | ---------------- | ------ | ---- |
| Torneo Apertura | Deportivo Toluca | México | 2008 |
| Torneo Apertura | Club Tijuana     | México | 2012 |

### Distinciones
| Título                                 | Año  |
| -------------------------------------- | ---- |
| Goleador de la Concacaf Liga Campeones | 2014 |

- Datos: Q7299815